# ヘイノ・エッレル

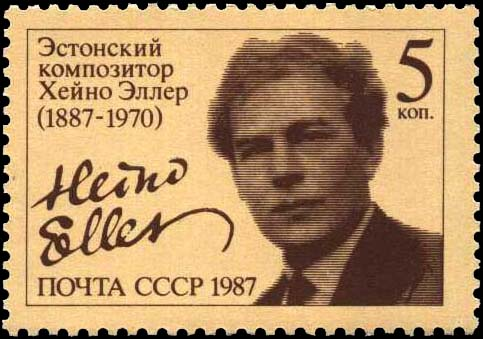
ヘイノ・エッレル

ヘイノ・エッレル（Heino Eller、1887年3月7日 - 1970年6月16日）は、エストニアの作曲家、教育家。

## 経歴
1887年、当時ロシア帝国領であったタルトゥで生まれた。ヴァイオリンと音楽理論の個人レッスンを受けて、いくつかのオーケストラやアンサンブルで演奏し、ソリストとしても活動した。1907年にはヴァイオリンを学ぶためサンクトペテルブルク音楽院に入学した。1908年から1911年の間は法学部生だった。1920年にペトログラード音楽院を卒業。
1920年から1940年にかけてタルトゥ師範大学で作曲と音楽理論を教え、エドゥアルド・トゥビンを含む多くの作曲家が彼のもとに集まり、タルトゥ楽派が形成された。
1940年にはタリン音楽院の教授となり、1970年に死去するまでそこで教え続けた。1967年にはソ連人民芸術家の称号を受けた。
主な弟子にはトゥビンの他、ボリス・パルサダニアン、アルヴォ・ペルト、レポ・スメラなどがいる。